# Sound of Our Hearts

Sound of Our Hearts est la chanson du groupe hongrois Compact Disco qui représente la Hongrie au Concours Eurovision de la chanson 2012 à Bakou, en Azerbaïdjan.

## Eurovision 2012
La chanson est sélectionnée le 11 février 2012 lors d'une finale nationale.
Elle participe à la première demi-finale du Concours Eurovision de la chanson 2012, le 22 mai 2012.